# Sharon Hammes-Schiffer
Sharon Hammes-Schiffer (* 27. Mai 1966 in Ithaca, New York) ist eine US-amerikanische Chemikerin (Physikalische Chemie, Theoretische Chemie).
Sharon Hammes-Schiffer studierte an der Princeton University mit dem Bachelor-Abschluss 1988 und wurde 1993 bei Hans C. Andersen an der Stanford University in Chemie promoviert. Als Post-Doktorandin war sie an den Bell Laboratories bei John C. Tully. Sie war Clare Boothe Luce Assistant Professor of Chemistry an der University of Notre Dame und war danach Professorin an der Pennsylvania State University und Swanlund Professor für Chemie an der University of Illinois at Urbana-Champaign. Seit 2018 lehrt sie an der Yale University (John Gamble Kirkwood Professor).
Sharon Hammes-Schiffer befasst sich in theoretischer Chemie mit Reaktionen in flüssigen Phasen und an Grenzflächen, zum Beispiel Ladungstransferreaktionen wie Protonen-gekoppelten Elektronentransfer (PCET). Sie finden Anwendung sowohl in der Molekularbiologie als auch zum Beispiel bei Solarzellen, Elektrokatalyse und Photokatalyse. Sie erforscht enzymatische Prozesse mit hybriden Methoden aus klassischer und quantenmechanischer Molekulardynamik-Simulation, zum Beispiel die Rolle von Tunnelprozessen von Protonen. Sie entwickelte eine Kern-Elektronenorbit-Methode (NEO) um Kerneffekte und Nicht-Born-Oppenheimer-Effekte in elektronische Struktur-Berechnungen zu integrieren, zum Beispiel über eine entsprechende Dichtefunktionaltheorie.
Mit ihrem Vater Gordon Hammes (* 1934) schrieb sie ein Lehrbuch über Anwendungen der Physikalischen Chemie in der Biologie.
Sie ist Fellow der American Association for the Advancement of Science und Mitglied der National Academy of Sciences (2013), der American Academy of Arts and Sciences (2012) und der American Philosophical Society (2024). Sie ist Fellow der American Physical Society, der Biophysical Society und der American Chemical Society, deren Sektion Physikalische Chemie sie 2012 vorstand. 1998 war sie Sloan Research Fellow und sie war später in deren Auswahlkomitee. Sie erhielt den MERIT Award der National Institutes of Health und die International Academy of Quantum Molecular Science Medal. 2020 erhielt sie den Joseph O. Hirschfelder Prize und den Bourke Award der Royal Society of Chemistry, 2021 den American Chemical Society Award in Theoretical Chemistry und die Willard Gibbs Medal.
Sie ist seit 2014 Chefherausgeberin von  Chemical Reviews. Sie war Senior Editor des Journal of Physical Chemistry und ist stellvertretende Herausgeberin von deren Reihe B.

## Schriften (Auswahl)
- mit Gordon G. Hammes: Physical Chemistry for the Biological Sciences, Wiley 2015
- mit J. C. Tully: Proton transfer in solution: Molecular dynamics with quantum transitions, Journal of Chemical Physics, Band 101, 1994, S. 4657–4667
- Theoretical perspectives on proton-coupled electron transfer reactions, Accounts of Chemical Research, Band 34, 2001, S. 273–281
- mit P. K. Agarwal u. a.: Network of coupled promoting motions in enzyme catalysis, Proceedings of the National Academy of Sciences, Band 99, 2002, S. 2794–2799
- mit S. P. Webb, T. Iordanov: Multiconfigurational nuclear-electronic orbital approach: Incorporation of nuclear quantum effects in electronic structure calculations, Journal of Chemical Physics, Band 117, 2002, S. 4106–4118
- mit S. J. Benkovic: A perspective on enzyme catalysis, Science, Band 301, 2003, S. 1196–1202
- mit S. J. Benkovic: Relating protein motion to catalysis, Annual Review of Biochemistry, Band 75, 2006, S. 519–541
- Hydrogen tunneling and protein motion in enzyme reactions, Accounts of Chemical Research, Band 39, 2006, S. 93–100
- mit S. J. Benkovic, G. G. Hammes: Free-energy landscape of enzyme catalysis, Biochemistry, Band 47, 2008, S. 3317–3321
- mit A. V. Soudakov: Proton-coupled electron transfer in solution, proteins, and electrochemistry, Journal of Physical Chemistry B, Band 112, 2008, S. 14108–14123
- Theory of proton-coupled electron transfer in energy conversion processes, Accounts of Chemical Research, Band 42, 2009, S. 1881–1889
- mit A. A. Stuchebrukhov: Theory of coupled electron and proton transfer reactions, Chemical Reviews, Band 110, 2010, S. 6939–6960
- mit D. Schilter u. a.: Hydrogenase enzymes and their synthetic models: the role of metal hydrides, Chemical Reviews, Band 116, 2016, S. 8693–8749